# Говіндапала
Говіндапала вважається останнім правителем імперії Пала, подальша історія династії викликає безліч запитань.